# Thyreodon whitfieldi
Thyreodon whitfieldi är en stekelart som beskrevs av Ian D. Gauld 2004. Thyreodon whitfieldi ingår i släktet Thyreodon och familjen brokparasitsteklar. Inga underarter finns listade i Catalogue of Life.